# Os Contos de Beedle, o Bardo
Os Contos de Beedle, o Bardo é um livro de histórias infantis escrito pela autora J. K. Rowling. Ele é o mesmo livro de contos mencionado em Harry Potter e as Relíquias da Morte, o último livro da série Harry Potter.
O livro foi originalmente produzido em uma edição limitada de apenas sete exemplares, cada um escrito à mão e ilustrado por J. K. Rowling. Um deles foi oferecido para leilão no final de 2007 e era esperado vender por £50.000 ($103,000, €80.000), em última análise, foi comprado por £1.950.000 ($3,98 milhões, €2.280.000) pela Amazon.com, tornando-se o preço de venda mais alto alcançado em leilão por um manuscrito literário moderno. O dinheiro ganho no leilão de o livro foi doado ao Children's High Level Group (campanha de caridade).
O livro foi publicado para o público em geral no dia 4 de dezembro de 2008, com os rendimentos que vão para o Children's High Level Group.

## Na sérieHarry Potter

O símbolo das Relíquias da Morte, encontrado por Hermione Granger em "O Conto dos Três Irmãos".

Os Contos de Beedle, o Bardo apareceu pela primeira vez como um livro de ficção em Harry Potter e as Relíquias da Morte, o sétimo e último livro da série Harry Potter. O livro é legado a Hermione Granger por Alvo Dumbledore, o ex-diretor da Escola de Magia e Bruxaria de Hogwarts. O livro é descrito como um livro de contos-de-fadas popular para crianças bruxas de modo que, enquanto Rony Weasley está familiarizado com as histórias, Harry Potter e Hermione Granger nunca tinham ouvido falar nele, devido à educação não-mágica.
O livro que Hermione recebe no testamento de Dumbledore é uma cópia da edição original do livro de ficção. Ele é descrito como um pequeno livro de aparência antiga com a sua ligação "manchado e descascando em alguns lugares". No romance é também dito que o livro tem um título em sua capa, escrito em símbolos rúnicos em relevo.
O livro funciona como veículo para introduzir as Relíquias da Morte. Sobre a história "O Conto dos Três Irmãos", Hermione Granger encontra um estranho símbolo, que mais tarde é revelado por Xenofílio Lovegood como o símbolo das Relíquias da Morte. O triângulo do símbolo representa a Capa da Invisibilidade, o círculo de dentro do triângulo simboliza a Pedra da Ressurreição, e a linha vertical representa a Varinha das Varinhas.
Esses três objetos também são mencionados na história "O Conto dos Três Irmãos" (ver abaixo), e diz-se que pertencem aos irmãos Peverell, que se revelou mais tarde como sendo ancestrais de Harry Potter. No final do romance, Alvo Dumbledore também confirma a ligação de Harry com os Peverell, e afirma que os três irmãos, de fato, foram os criadores das Relíquias da Morte.
A introdução (escrita por Rowling) para as publicações lançadas em dezembro de 2008 mencionam que o personagem fictício Beedle, o Bardo nasceu em Yorkshire, viveu no século XV, e tinha "uma barba excepcionalmente luxuriante".

## História da publicação
Rowling começou a escrever o livro logo depois de terminar a série Harry Potter. Durante uma entrevista com seu fãs, ela também afirmou que ela usou outros livros como fonte de inspiração para os contos. Mais especificamente, "O Conto dos Três Irmãos", a única história incluída inteiramente em Harry Potter e as Relíquias da Morte, foi inspirado por Geoffrey Chaucer em "The Pardoner's Tale".

### Edição feita à mão
Originalmente Os Contos de Beedle, o Bardo só tinham sido produzidos em um número limitado de sete cópias feitas à mão, tudo escrito à mão e ilustrado pela própria autora. Os livros foram presos em couro marrom e decorado a mão com ornamentos de prata e pedras preciosas montadas por ourives e pelo joalheiro Hamilton & Inches em Edimburgo. Cada uma das peças de prata representam uma das cinco histórias do livro. Rowling também pediu que cada um dos sete exemplares fossem embelezados com diferentes pedras semipreciosas.
Seis destas cópias originais manuscritas eram exclusivamente dedicadas e dadas por Rowling para seis pessoas que estavam mais envolvidos com a série Harry Potter. Os destinatários destas cópias não foram inicialmente identificados. Desde então, duas dessas pessoas foram nomeadas. Um deles é Barry Cunningham, primeiro editor de Rowling. Outro é Arthur A. Levine, editor para Scholastic, a editora dos livros de Harry Potter dos Estados Unidos. Cunningham e Levine tinham emprestado suas cópias pessoais para exposições em dezembro de 2008.
Rowling também decidiu criar uma sétima cópia manuscrita para vender em hasta pública, a fim de angariar fundos para a Children's High Level Group.
| “ | A ideia veio porque eu realmente queria agradecer as seis pessoas que têm sido muito intimamente ligadas à série 'Harry Potter', e essas eram as pessoas para quem uma peça de joalharia não estava indo para cortá-la. Então eu tive a ideia de escrever-lhes um livro, um livro escrito à mão e ilustrado, apenas para estas seis pessoas. E bem, se estou fazendo seis, eu realmente tenho que fazer sete, e o sétimo livro será por esta causa, que é tão perto do meu coração. | ” |

### Leilão

A edição Moonstone do livro foi leiloada em dezembro de 2007.

As 157 páginas da "edição Moonstone" do livro foi o primeiro colocado em exposição antes da licitação em 26 de novembro em Nova York e em 9 de dezembro, em Londres. O livro foi leiloado em 13 de dezembro de 2007, em Sotheby's, em Londres. O preço inicial era de £30.000 (62.000 dólares americanos, €46.000), e originalmente era esperado vender aproximadamente por £50.000 ($103.000, €80.000). O lance de fechamento superou todas as projeções anteriores, como, finalmente, o livro foi comprado por um representante dos negociantes de arte de Londres, Hazlitt Gooden e Fox, em nome da Amazon, por um total de £1.950.000 ($3.980.000, €2.280.000). Este foi o maior preço de compra de um manuscrito literário moderno. O dinheiro ganho no leilão mais tarde foi doado por Rowling para o Children's High Level Group.
A Sotheby's imprimiu quarenta e oito páginas de catálogos promocionais para o leilão. O catálogo contou com ilustrações do livro, bem como comentários de J. K. Rowling em Os Contos de Beedle, o Bardo. O catálogo foi vendido como um item de colecionador, e o dinheiro das vendas também foi doado ao Children's High Level Group.

### Edições Públicas
Em 31 de julho de 2008, foi anunciado que Os Contos de Beedle, o Bardo também seriam disponibilizados para o público, tanto no padrão quanto edições de colecionador. O livro foi publicado pelo Children's High Level Group e impresso e distribuído pela Bloomsbury, Scholastic, e Amazon.com. A decisão foi tomada devido à decepção entre os fãs da série Harry Potter depois que inicialmente tinha sido anunciado que não haveria um lançamento publicado.
Da mesma forma foi Animais Fantásticos e Onde Habitam e Quadribol Através dos Séculos, (outros dois livros mencionados nos livros de Harry Potter, que também foram impressos) o padrão e as edições de colecionador de Os Contos de Beedle, o Bardo apresentam comentários e notas de rodapé de Alvo Dumbledore, ex-diretor de Hogwarts e um dos principais personagens da série. A edição padrão também inclui ilustrações reproduzidas a partir da edição manuscrita leiloada em dezembro de 2007, e a introdução pela autora. A edição de colecionador limitada apresenta dez ilustrações por J. K. Rowling não incluídas na Standard Edition ou na edição original artesanal, bem como uma reprodução exclusiva de introdução manuscrita de J. K. Rowling, e outros objetos diversos, tais como réplicas de pedras preciosas e uma fita esmeralda.
O livro, lançado em 4 de dezembro de 2008, foi publicado no Reino Unido e no Canadá pela Bloomsbury, enquanto a edição dos [{Estados Unidos]] era publicada pela Scholastic, e a edição de colecionador limitada do livro, disponível em todos os três países, pela Amazon. A edição limitada vendida por £50 ($100, €100), e cerca de 100.000 cópias foram impressas. O livro foi traduzido para 28 línguas. Os lucros da venda do livro foram oferecidos aos Children's High Level Group. As estimativas de venda iniciais foram cerca de £4.000.000 ($7.600.000, €4.700.000); a partir de janeiro de 2010, £11 milhoes ($17 milhões, €13 milhões) foram gerados a partir de vendas para a caridade.[carece de fontes?]

## Sinopse

### Visão geral
Rowling escreveu cinco histórias para o livro. Um deles, "O Coração Peludo do Mago", não é mencionado em Harry Potter e as Relíquias da Morte, três outros, "O Bruxo e o Caldeirão Saltitante", "A Fonte da Sorte" e "Babbitty, a Coelha e seu Toco Gargalhante", recebem atenção superficial. "O Conto dos Três Irmãos" é a única história que aparece inteiramente no livro Harry Potter e as Relíquias da Morte.

### "O Bruxo e o Caldeirão Saltitante"
Esta história começa suficientemente alegre, com um antigo bruxo muito gentil, que lembra muito ao Dumbledore.
Este 'bem-amado' homem usava a sua magia principalmente para o benefício dos seus vizinhos trouxas, criando poções e antídotos para eles. Chamava a isso "culinária de sorte". Certo dia, ele morre (após um longo tempo de vida) e deixa tudo para o seu único filho. Infelizmente, o filho é bem diferente do pai, egoísta.
Após a morte do pai, ele descobre o caldeirão, e nele (muito misteriosamente) há um único sapato e uma nota do seu pai: 'Tenho esperança, meu filho, de que nunca precises disto." Depois, as coisas começam a correr mal...Com raiva por não ter nada, apenas um caldeirão e completamente desinteressado com aqueles que não podem fazer magia, ele vira as costas para a cidade, e fecha as portas aos seus vizinhos.
Primeiro, chega uma anciã cuja neta está infestada de verrugas. Quando bate com a porta na sua cara, ele ouve um estrondo alto na cozinha. O caldeirão de seu pai criou um pé e ficou cheio de verrugas. Depois disso, o mago não podia aplicar nenhum feitiço nele e o caldeirão saltitante persegue-o por todos os lugares. No dia seguinte, o filho abre as portas a um velho homem que perdeu o seu burro. Sem a sua ajuda para transportar produtos à cidade, a sua família vai passar fome. O filho bate novamente com a porta na cara do velho. E então, o caldeirão recebe outra modificação: agora relincha de fome como um verdadeiro jumento. Como num verdadeiro conto de fada, o filho recebe cada vez mais visitantes, o que o leva a ver lágrimas, vómitos, até que decide dar continuidade ao seu legado. Renunciando aos modos egoístas, ele pede que todos os da cidade cheguem até ele para os ajudar. Um a um, ele cura-lhe os seus males e ao fazê-lo, o caldeirão esvazia-se. Então, no final aparece o misterioso sapato que se encaixa perfeitamente no seu pé. Assim que o mago o põe, os dois caminham (e pulam) até um novo amanhecer.

### "A Fonte da Sorte"
A Fonte da Sorte, protegida por forte magia, atrai muggles e bruxos de todo um reino durante o dia mais longo do ano por prometer sorte eterna para todos aqueles que superarem os obstáculos que levam até ela e se banharem em suas águas.
Certa vez, na longa fila de pessoas que almejavam alcançar a fonte, três bruxas conversavam sobre suas desventuras. A primeira delas, Asha, sofria de uma doença que ninguém conseguia curar. A segunda bruxa, Altheda, teve todos os seus bens roubados por um bruxo do mal. A terceira bruxa, chamada Amata, sofria por ter sido abandonada por um homem que amava verdadeiramente. Todas buscavam a solução nas águas da fonte.

### "O Coração Peludo do Mago"
No começo encontramos um mago atraente, habilidoso e rico que está envergonhado pela tolice de seus amigos apaixonados (Rowling usa aqui a palavra “gambolling” – brincando, fazendo travessura – um exemplo perfeito de como ela nunca diminui seus leitores). Tão certo ele está sobre seu desejo em revelar tal “fraqueza” que o jovem mago usa a “Arte das Trevas” para evitar que ele mesmo se apaixone. Os fãs deveriam reconhecer o começo de um conto de aviso aqui – Rowling explorou muitas lições na precipitação da juventude e nos riscos de tal poder nas mãos de tão jovens durante sua série.
Sem saber que o mago chegou a tais extremos para se proteger, sua família ri de suas tentativas em evitar o amor, acreditando que a garota certa irá mudar seus pensamentos. Mas o mago fica orgulhoso, convencido de sua sabedoria e impressionado com o seu poder em alcançar total indiferença. Mesmo conforme o tempo passa e o mago assiste seus amigos se casarem e terem suas próprias famílias, ele permanece satisfeito com si e com sua decisão, considerando-se sortudo por estar livre das aflições que ele acredita encolher e esvaziar o coração dos outros. Quando os pais do mago morrem, ele não fica em luto, mas ao contrário se sente “abençoado” pelas mortes. Nesse ponto do texto, a letra de Rowling muda um pouco e a tinta na página parece um pouco mais escura. Talvez ela estivesse pressionando mais forte – estaria ela tão assustada e frustrada com seu jovem mago quanto nós estamos? Quase todas as sentenças na página da esquerda praticamente vão até a borda do livro, conforme lemos sobre como o mago se faz confortável na casa de seus pais mortos, transferindo seu “maior tesouro” para a masmorra deles. Na página em frente, quando descobrimos que o mago acredita ser invejado por sua “esplêndida” e perfeita solidão, nós vemos o primeiro gaguejo na escrita de Rowling. É como se ela não pudesse tolerar escrever a palavra “esplêndido” já que claramente não é verdade. O mago está desiludido, ficando mais irritado quando ele ouve dois servos fofocando – um tendo pena dele, o outro rindo por ele não ter uma esposa. Ele decide de uma vez por todas “arrumar uma esposa”, presumidamente a mulher mais bonita, rica e talentosa, para fazê-lo “a inveja de todos”.

### "Babbity, a Coelha e seu Toco Gargalhante"
Um grande toco de madeira (com vinte anéis de crescimento – nós contamos) ocupa o topo do quarto e mais longo conto de Rowling. Cinco raízes em forma semelhante a tentáculos se espalham a partir da base, com grama e ervas saindo por debaixo delas. No centro da base do toco há uma escura fenda, com dois círculos brancos que parecem pequenos olhos espreitando o leitor. Abaixo do texto há uma pequena e estreita pegada da pata de um animal (com quatro dedos). Não tão terrível quanto o sangrento e peludo coração da última história (e dessa vez nós de fato vemos rastros de fadas na página), mas nós não gostamos da aparência desse toco completamente.
“Babbity, a Coelha, e seu Toco Gargalhante” começa (como geralmente acontece com bons contos de fadas) há muito tempo em uma terra distante. Um ambicioso e “tolo rei” decide que quer manter toda a mágica para si mesmo. Mas ele tem dois problemas: primeiro, ele precisa eliminar todos os bruxos e bruxas existentes; segundo, ele precisa na verdade aprender mágica. Ao mesmo tempo em que ele forma uma “Brigada de Caçadores de Bruxas”¹ armada com ferozes cães negros, ele também anuncia sua necessidade por um “Instrutor de Magia” (não muito inteligente, nosso rei). Experientes bruxos e bruxas se escondem em vez de atender a sua chamada, mas um “esperto charlatão”, sem nenhuma habilidade mágica, blefa e consegue seu papel com uns poucos e simples truques.

### "O Conto dos Três Irmãos"
Certa vez, três irmãos caminhavam por uma estrada tortuosa ao anoitecer. Eles então chegaram a um rio que era grande demais para se contornar e perigoso demais para se atravessar a nado. Sendo os três versados em magia, apenas balançaram suas varinhas e criaram uma ponte. Mas antes que pudessem atravessar, apareceu em seu caminho uma figura encapuzada, que bloqueou a passagem. Era a Morte, que se sentiu traída, pois os viajantes geralmente se afogavam no rio. Mas a Morte era perspicaz, e fingiu parabenizar os três irmãos pelo feito e disse que cada um ganharia um prêmio por conseguir evitá-la.
O irmão mais velho (De nome Antioch Peverell), um homem orgulhoso e combativo, lhe pediu a varinha mais poderosa de toda a existência, e a Morte lhe deu uma varinha feita da árvore de um sabugueiro (A Varinha das Varinhas).
O irmão do meio (de nome Cadmus Peverell), um homem amoroso, porém arrogante, resolveu humilhar a morte ainda mais, e lhe pediu o poder para ressuscitar os entes queridos levados por ela. Então a morte pegou uma pedra na beira do rio e a entregou ao irmão do meio (A Pedra da Ressurreição).
O irmão mais novo (De nome Ignotus Peverell), um homem sábio e humilde, apenas lhe pediu o poder de fugir daquele lugar sem ser perseguido por ela. Então a Morte, de má vontade, lhe entregou seu próprio capuz (A Capa de Invisibilidade).
Depois desse acontecimento, os irmãos se separaram. O irmão mais velho foi para um povoado distante, e lá ele acabou com a vida de um bruxo que era seu rival, sem lhe dar o direito de se defender (já que possuía a varinha mais poderosa, era inevitável que vencesse o duelo). Após o evento, ele vai a uma taverna se gabar de que tinha a mais poderosa das varinhas, e à noite enquanto ele dormia, um bruxo a roubou e o matou. Assim, a Morte levou o primeiro irmão.
O irmão do meio voltou para casa e, com a pedra dada pela Morte, ressuscita a sua mulher amada que morreu antes de desposá-lo. Porém, ele percebe que o mundo dos vivos não era o lugar certo para a jovem, e tira a própria vida na esperança de se juntar à ela. Assim, a Morte levou o segundo irmão.
Então a Morte procurou o irmão mais novo durante anos, mas nunca o encontrou. Quando este se encontrava numa idade avançada, por fim entregou a Capa de Invisibilidade para seu filho e finalmente acolheu a Morte como uma velha amiga. Assim, a Morte levou o terceiro irmão.

## Recepção
O director-adjunto da Sotheby's, Dr. Philip W. Errington descreveu a edição artesanal como "uma das peças mais emocionantes da literatura infantil" que passou pela casa de leilão. Depois de comprar o livro, a Amazon também lançou uma revisão, descrevendo-o como "um artefato puxado em linha reta fora de um romance".
O The Times revistou o livro publicado favoravelmente, chamando os contos "engraçados, sinistros, sábios e cativantes" e comparando-os com os dos Irmãos Grimm. O The Telegraph revistou o livro desfavoravelmente, notando que "não seria normal se fosse o corpo de trabalho que se encontra por trás disso", e que havia "um elemento de enchimento para torná-lo um comprimento respeitável".